# Shimenkou Shuiku
Shimenkou Shuiku är en reservoar i Kina. Den ligger i den autonoma regionen Inre Mongoliet, i den norra delen av landet, omkring 150 kilometer nordost om regionhuvudstaden Hohhot. Trakten runt Shimenkou Shuiku består i huvudsak av gräsmarker.
Genomsnittlig årsnederbörd är 489 millimeter. Den regnigaste månaden är juli, med i genomsnitt 139 mm nederbörd, och den torraste är januari, med 2 mm nederbörd.